# Quadrazais
Quadrazais es una freguesia portuguesa del concelho de Sabugal, con 39,57 km² de superficie y 473 habitantes (2001). Su densidad de población es de 12,0 hab/km².